# Nikša Drušković
Nikša Drušković bio je hrvatski slikar.
Brat je slikara Dinka Druškovića. Radio je 1392. godine u dubrovačkoj radionici štitara Franje Nanijeva iz Bologne. Nakon toga je počeo samostalno djelovati. Bavio se oslikavanjem salona dubrovačke vlastele te oslikavanjem škrinja, zavjesa i pokrivača.

### Članci
- Bezić-Božanić, Nevenka. 1993. Drušković, Nikša. Hrvatski biografski leksikon. Zagreb.  journal zahtijeva |journal= (pomoć)